# Stegopterus suturalis
Stegopterus suturalis är en skalbaggsart som beskrevs av Hippolyte Louis Gory och Achille Rémy Percheron 1833. Stegopterus suturalis ingår i släktet Stegopterus och familjen Cetoniidae. Inga underarter finns listade i Catalogue of Life.